# MO S-1
MO S–1 – niezrealizowany fort dla piechoty w Boguminie (Czechy). Jego projekt wykonano w 1935 roku. Miał stanowić część czechosłowackich umocnień wojennych wybudowanych w latach 1935–1938, wchodząc w skład fortyfikacji wokół Bogumina (łącznie 8 schronów, pozostałe 7 zostały zrealizowane) na linii umocnień Ostrawskich. Na jego lokalizację wybrano miejsce w północnej części dzielnicy Szonychel, tuż nad rzeką Olzą stanowiącą wówczas w tym miejscu granicę polsko-czechosłowacką (dziś w tym samym miejscu przebiega granica polsko-czeska). Obiekt miał być jednopiętrowy,  wyposażony w obrotową wieżę pancerną dla ckm, przystosowany do stacjonowania w nim 30-osobowej załogi. Istnieją dwie hipotezy, dlaczego ten schron nie powstał. Pierwsza zakłada, iż doszło do protestu ze strony polskich władz, druga mówi o zaniechaniu budowy ze względu na plany przedłużenia umocnień dalej na wschód wzdłuż Olzy, aby bronić terytorium Czechosłowacji także na granicy z Polską.